# Hexatoma (Eriocera) decorata
Hexatoma (Eriocera) decorata is een tweevleugelige uit de familie steltmuggen (Limoniidae). De soort komt voor in het Oriëntaals gebied.